# Longitarsus stragulatoides
Longitarsus stragulatoides là một loài bọ cánh cứng trong họ Chrysomelidae. Loài này được Gruev miêu tả khoa học năm 1990.